# Laidunina, Laimjala
Laidunina är en udde på ön Ösel i västra Estland. Den ligger i Ösels kommun (innan 2017 i Laimjala kommun) i landskapet Saaremaa (Ösel), 150 km sydväst om huvudstaden Tallinn. Den ligger på halvön Kahtla laid som förenats med Ösels sydöstra strand mot Rigabukten på grund av landhöjningen. På udden står den numer nedlagda fyren Laidunina tuletorn.  
Årsmedeltemperaturen i trakten är 6 °C. Den varmaste månaden är augusti, då medeltemperaturen är 18 °C, och den kallaste är januari, med −4 °C.